# Літєйний, 4
Літєйний, 4, пізніше Літейний (рос. Литейный, 4) — російський детективний телесеріал з елементами комедії та бойовика виробництва телеканалу НТВ про роботу спеціального відділу з розслідування особливо важливих справ, розташованого у Санкт-Петербурзі за адресою проспект Літєйний, 4. Виходив у 2008—2014 роках.

## Сюжет
Кожна нова серія — нова історія та справа співробітників спеціального відділу, якому доручають розслідування надвисокої складності. До складу відділу входять оперативні співробітники різних структур, зібраних в незалежну команду, що підпорядковується обмеженому колу осіб і має особливе фінансування. Спецвідділ займається найскладнішими справами — наркоторгівля, торгівля зброєю і людськими органами, дитяча проституція, загроза тероризму. Незважаючи на серйозність та особливість служби, між співробітниками відділу мають місце міжособистісні інтриги, які часом заважають виконанню службових обов'язків.

## В ролях
- Юрій Кузнецов — Юрій Олександрович Кузнецов, генерал ФСБ, начальник спеціального відділу (1 сезон)
- Євген Сидихін — Євген Андрійович Шаламов, генерал-майор ФСБ, начальник спеціального відділу (з 2-го сезону)
- Сергій Селін — Сергій Селін («Габен»), полковник ФСБ, співробітник спеціального відділу, колишній спецпризначенець (всі сезони)
- Андрій Федорцов — Андрій Ухов («Моцарт»), майор/підполковник/полковник ФСБ, співробітник спеціального відділу (всі сезони)
- Олексій Нілов — Олексій Нілов («Адвокат»), співробітник спеціального відділу, колишній адвокат, має зв'язки у злочинних колах (всі сезони)
- Анастасія Мельникова — Анастасія Мельникова, майор ФСБ/МВС, психолог спеціального відділу (всі сезони)
- Анвар Лібабов — Антон Грошев («Професор», «Гуру»), співробітник спеціального відділу, програміст, доктор технічних наук (всі сезони)
- Сергій Воробйов — Сергій Воробйов, полковник, командир загону спецпризначення ФСБ (всі сезони)
- Костянтин Соловйов — Віктор Скворцов, майор ФСБ, співробітник спеціального відділу (з 5-го сезону)
- Максим Дрозд — Єгор Богданов, майор поліції, співробітник спеціального відділу (8 сезон)
- Тетяна Колганова — Анна Михайлівна Немчинова, радник юстиції, кохана Шаламова
- Світлана Крючкова — Ірина Василівна Кузнецова, дружина Юрія Кузнецова (1 сезон)
- Мар'яна Семенова — Марина, дружина Селіна
- Тетяна Шахматова — Даша, дочка Селіна
- Анна Лутцева — Алла, дружина Ухова
- Поліна Сидихіна — Поліна, дочка Шаламова
- Катерина Проскуріна — Лідія, патологоанатом, кохана Скворцова
- Алина Ван Ортон — Маргарита Тобольська, кохана Воробйова
- Олексій Осипов — Гордєєв
- Сергій Кошонін — Баринов